# 利霍博雷站
利霍波瑞站（羅馬化：Likhobory）是莫斯科地鐵莫斯科中央環線的一個車站，2016年9月啟用。

## 名稱
利霍波瑞站站名與小環市鐵路的站名與柳布林諾－德米特羅夫線的上利霍博雷站共用站名。站名衍生自莫斯科以北的利霍波瑞河。站名在興建期間稱為尼古拉耶夫斯基，但在路線啟用前已經改名。

## 外部連結
- Лихоборы mkzd.ru